# Apicia praeustaria
Apicia praeustaria là một loài bướm đêm trong họ Geometridae.